# Бабаян Давид Едуардович
Давид Бабаян (нар. 17 листопада 1994, Україна) — український футболіст, півзахисник польської «Куявії».
В 2018 році перейшов до польської «Куявії» (Іновроцлав), яка виступає в IV лізі. Після закінчення сезону 2017-18 років покинув команду.